# Нова Весь (гміна Старе Замостя)
Нова Весь (пол. Nowa Wieś) — село в Польщі, у гміні Старе Замостя Замойського повіту Люблінського воєводства.
Населення — 131 особа (2011).
У 1975-1998 роках село належало до Замойського воєводства.

## Демографія
Демографічна структура станом на 31 березня 2011 року:
|          | Загалом | Допрацездатний вік | Працездатний вік | Постпрацездатний вік |
| -------- | ------- | ------------------ | ---------------- | -------------------- |
| Чоловіки | 64      | 10                 | 43               | 11                   |
| Жінки    | 67      | 19                 | 28               | 20                   |
| Разом    | 131     | 29                 | 71               | 31                   |